# 春帆樓
33°57′32.7″N 130°56′53.3″E / 33.959083°N 130.948139°E
春帆樓（日语：／ Shunpanrō */?）是位於日本山口縣下關市阿彌陀寺町赤間神宮旁的一間割烹旅館，地處可眺望關門海峽的高台上。
由於此地為1895年中日《馬關條約》的談判與簽署地點，故春帆樓在華語圈為人所知；但在1895年談判時所使用的原建物在1945年因戰爭空襲而燒毀，之後已經歷多次重建，現今的春帆樓主要建物為1985年所建，在一旁則有建於1937年的「日清議和紀念館」。

## 歷史

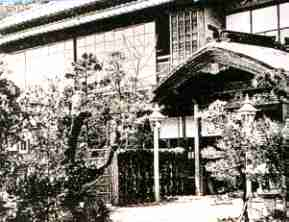
19世紀末的春帆樓

此地過去為赤間神宮的前身阿彌陀寺的住持所使用的空間，在19世紀末日本實施神佛分離政策後，阿彌陀寺於1875年改設為赤間神宮，同時此處即廢棄不用。當時在此地旁有一位來自中津藩曾擔任藩主御醫的蘭方醫學醫師藤野玄洋在此經營眼科的專科醫院；藤野玄洋在1877年買下了此地，設立「月波樓醫院」，並提供藥湯、料理作為長期治療患者休養的場所。
1884年至1885年期間藤野玄洋過世後，在友人伊藤博文的建議下，藤野玄洋的妻子藤野滿保留了醫院休養的功能，將醫院改設為割烹旅館，並由伊藤博文取名為「春帆樓」。1888年更在當時正擔任內閣總理大臣的伊藤博文支持下，成為政府開放河魨料理後第一家取得政府核發許可的餐館。
1894年日本與大清帝國發生甲午戰爭，隔年伊藤博文擔任日方全權代表與大清帝國展開和談，伊藤博文考慮到此地可以俯瞰關門海峽，可在此展示日本派遣軍艦至遼東半島以威嚇清國的代表，決定將會談地點選於此地；雙方在春帆樓歷經29天的談判後，春帆樓也成為雙方簽署馬關條約的地點。1937年，日本政府在春帆樓旁設立「日清議和紀念館」，重現當時議和會議上的場景及展示相關資料。
1921年藤野滿過世後，由下關當地企業家林平四郎以15萬日圓買下春帆樓，繼續承接春帆樓割烹旅館的經營。但在太平洋戰爭末期，春帆樓因美軍的空襲而燒毀。
戰爭結束後，由接手重建經營，地産トーカン後來改組為Generas公司，但Generas公司在2000年代因營運問題面臨破產，於是在2003年設立「株式會社 春帆樓」獨立經營春帆樓的事業，並將所有權轉給屬於歐力士集團的歐力士不動產，成為其100%持股的子公司。

## 株式會社 春帆樓
現在的春帆樓在經過多次經營權易手後，屬於「株式會社 春帆樓」所有，該公司同時也是在日本各地提供高級和式料理的連鎖餐廳，公司資本額1億5千萬日圓，登記地址設於東京都港區，春帆樓為其下關總店，同時仍設有割烹旅館，亦為下關當地的知名觀光景點；其他在東京都千代田區、中央區、大阪府大阪市設有分店。

## 備註
1. ↑  割烹在日語原指以刀工處理食材、並用火烹煮的料理方式，在江戶時代後期泛指上方料理，與江戶料理（日语：江戸料理）相對，在當時是高級料理的代名詞。
2. ↑  位於現在的大分縣北部
3. ↑  日文：

## 外部連結
- 下關春帆樓 （页面存档备份，存于） （日語）